# Victor Civita
Pour les articles homonymes, voir Civita (homonymie).
Victor Civita, né le 9 février 1907 à New York, mort le 24 août 1990 à São Paulo, est un journaliste et entrepreneur américain, naturalisé brésilien. Il est le fondateur de Editora Abril, qui est devenu plus tard le Groupe Abril.
Il est le frère de César Civita fondateur de l'ancien Editorial Abril en Argentine.

## Biographie
Bien que né à New York, sa famille revient s'installer à Milan où il passe sa jeunesse avec ses frères dont César Civita. Il s'occupe du lancement en 1932 à Milan de Topolino, premier périodique au monde contenant des personnages créés par Walt Disney et son équipe.
En raison des lois raciales fascistes votées à Rome en 1938, la famille dont le père est juif quitte le royaume d'Italie et retourne à New York.
En 1949, Victor suit les traces de son frère César et s'installe en Amérique du Sud mais lui choisit le Brésil et São Paulo. En 1950, il fonde une imprimerie et la maison d'édition Editora Abril, qui est devenu plus tard le groupe Abril. Son fils, Roberto Civita, est l'actuel président du conseil d'administration et depuis 1968 directeur éditorial du groupe Abril.
Civita était bien connu qu'il a toujours travaillé en étroite collaboration avec ses employées dans l'entreprise. Il a également personnellement attaché les pancartes aux tramways de São Paulo en disant : « Donald Duck est arrivé », lors du lancement de son premier magazine publié au Brésil.